# Återtagande
Återtagande innebär inom invandringspolitik att en utländsk medborgare som utvisas från staten där han eller hon vistas tas emot av sitt ursprungsland. Återtagande är ofta en nödvändighet för att en utvisning ska kunna verkställas.
Genom återtagandeavtal kan två eller flera stater komma överens om villkoren för återtagande av varandras medborgare.